# Лаути, Тоарипи
Сэр Тоарипи Лаути (англ. Toaripi Lauti, 28 ноября 1928 — 25 мая 2014) — государственный деятель Тувалу, главный министр британской колонии Тувалу с 1975, первый премьер-министр страны после провозглашения независимости 1 октября 1978.

## Биография
Учился в 1938—1944 годах на родине, в 1945—1951 в Великобритании и Новой Зеландии. В 1952—1953 учился в педагогическом колледже в Крайстчерче. Работал учителем в Тараве в 1954—1962. В 1962—1974 — сотрудник по трудовым отношениям совете в Британском совете по фосфатам (British Phosphate Commission) в Науру. С 1974 член Падаты собрания в Кирибати, лидер оппозиции, разрабатывал вопросы статуса Тувалу. Со 2 октября 1975 Главный министр колониальной администрации Тувалу.
Когда Тувалу стало независимым в 1978 году, был назначен первым премьер-министром. Также был министром иностранных дел и финансов с 1977 по 1981 год. Член Тайного совета Великобритании с 1979 года. Также был председателем городского совета Фунафути и членом языкового совета Тувалу.
8 сентября 1981 был вынужден потерпел поражение на первых в истории страны выборах из-за выявленного участия в инвестиционных махинациях (решение инвестировать почти все государственные деньги в американского продавца недвижимости, который пообещал 15-процентную прибыль от покупки земли в Техасе; инвестиции оказались мошенническими и хотя средства были возвращены агентствами США, инцидент привёл к потере доверия), к власти пришла оппозиционная группа депутатов. До 1990 был лидером оппозиции.
Затем занимал пост генерал-губернатора Тувалу с 1 октября 1990 по 1 декабря 1993.